# چیزهای تیز
چیزهای تیز رمانی امریکایی است که گیلین فلین به عنوان اولین کتاب خود در سال ۲۰۰۶ آن را به رشته تحریر درآورد. ابتدا در ۲۶سپتامبر ۲۰۰۶، شی آرهارت بوکس آن را منتشر کرد و سپس توسط برودوی بوکس بازنشر شد. داستان این رمان دربارهٔ کمیل پریکر است؛ او روزنامه نگاری است که برای گزارش یک سری قتل‌های وحشیانه به زادگاهش برمی گردد.

## شخصیت ها
کمیل پریکر: روزنامه نگاری جوان که سعی دارد در شیکاگو زندگی خوبی برای خود بسازد. بعد از مرگ خواهرش، مارینا، او چندین سال زجر کشیده است و بعد از سال‌ها خودآزاری، در یک بیمارستان روانی نزدیک شیکاگو بستری شده‌است.
اما: خواهر ناتنی و ۱۳ساله کمیل. او زندگی دوگانه ای دارد؛ برای آدورا یک دختر جنوبی بی عیب و نقص و برای بقیه مردم شهر، دختری بدجنس است.
آدورا: مادر کمیل و اما. او زنی سخت گیر است که به ندرت احساسی نسبت به کمیل بروز می‌دهد. با اما مثل عروسک رفتار می‌کند. خانواده بسیار ثروتمندی دارد و صاحب بسیاری از کسب و کارهای شهر است.

## بازخورد
اکثر بازخوردها برای این کتاب مثبت بوده‌است. کیکوس ریویوز آن را "بشدت اثربخش و واقعاً ترسناک" توصیف کرده‌است. بعلاوه استار هرالد، افشاسازی‌های تدریجی کتاب را ستوده است.

### جوایز
- خنجر داستان خونین جدید از طرف انجمن نویسندگان جنایی (۲۰۰۷، برنده)
- خنجر فولادی ایان فلمینگ از طرف انجمن نویسندگان جنایی (۲۰۰۷، برنده)
- خنجر دانسان لاری از طرف انجمن نویسندگان جنایی (۲۰۰۷، نامزدشده)

## اقتباس
در سال ۲۰۰۸، کارگردان بریتانیایی، اندریا ارنولد بیان کرد که روی فیلم اقتباسی این کتاب برای شرکت پاته کار خواهد کرد ولی این مساله هرگز عملی نشد. 
در سال ۲۰۱۲، فلین تأیید کرد که حقوق فیلم چیزهای تیز توسط شرکت تولید بلامهاوس و آلیانس فیلمز خریداری شده‌است. فلین به عنوان فیلم نامه‌نویس در این پروژه کار خواهد کرد و تا ژانویه ۲۰۱۴ کارگردان یا بازیگران فیلم مشخص نشدند.
در ۹ژوئیه ۲۰۱۴ اعلام شد که انترتینمنت وان کتاب چیزهای تیز را به یک سریال تلویزیونی درام تبدیل خواهد کرد. فلین همراه با جیسون بلام و چارلز لیتون مدیر تولید این فیلم خواهند بود. مارتی نوکسون نیز فیلم نامه ابتدایی را می‌نویسد. در ۱۹فوریه ۲۰۱۶، ایمی آدامز برای نقش کمیل پریکر و ژان-مارک والی به عنوان کارگردان انتخاب شدند. اچ بی او در ۱آوریل ۲۰۱۶ سفارش ساخت سریال چیزهای تیز را در ۸قسمت داد. 